# Incidente de Nankín
Este evento no debe confundirse con la Masacre de Nankín de 1937.
El Incidente de Nankín o Incidente de Nanjing (en en chino, 南京事件; pinyin, Nánjīng Shìjiàn; en japonés:南京事件, Nankin Jiken) ocurrió en marzo de 1927 durante la toma de la ciudad por los comunistas y los nacionalistas. Buques de guerra bombardearon Nankín para defender a los ciudadanos extranjeros que se hallaban en la ciudad. Varios buques tomaron parte en el bombardeo, incluyendo navíos del Reino Unido, los Estados Unidos, Japón, Italia, los Países Bajos y Francia. Además desembarcaron infantes de marina y marinos para operaciones de rescate. Tanto las fuerzas chinas nacionalistas como comunistas se mostraron hostiles a las fuerzas navales extranjeras y sus ciudadanos durante el evento.

## Desarrollo
En 1927, Nankín era un puerto de tratado situado en las orillas sureñas del río Yangtsé, una gran vía acuática que separa el norte y el sur de China. Debido a que los intereses extranjeros en China eran principalmente estadounidenses y europeos, escuadrones de buques de guerra extranjeros estaban estacionados en el Yangtsé para proteger a sus ciudadanos que hacían negocios en los puertos de tratado. La Royal Navy británica operaba desde la Base China bajo el mando del Contralmirante Sir Reginald Tyrwhitt y los Estados Unidos tenían la Patrulla del Yangtsé; ambas actuaron por casi 80 años hasta la Segunda Guerra Mundial. El conflicto civil en China continuó por muchos años, desde el inicio de la Era de los Caudillos, los rebeldes en el sur y los comunistas en el norte se enfrentaron en una larga guerra que finalmente terminó en 1949 con la retirada de los nacionalistas de la China continental a Taiwán. 
En la década de 1920 tuvieron lugar los peores episodios de esta guerra, donde los marinos que patrullaban las aguas chinas desembarcaban constantemente para proteger personas y propiedades en muchos tipos de desórdenes civiles, particularmente disturbios, como en el caso de Nankín a fines de marzo de 1927. Un ejército Comunista estaba marchando hacia el sur para tomar la ciudad, que era un centro de actividad comercial extranjera y también la capital de la China Nacionalista. Cuando los Comunistas se acercaron a la ciudad, los sobrepasados oficiales Nacionalistas desertaron y estallaron disturbios al retirarse los soldados, aunque 10.000 quedaron atrapados en la ciudad sin medios de transporte, mientras que más de 70.000 Comunistas se preparaban para conquistar la ciudad.

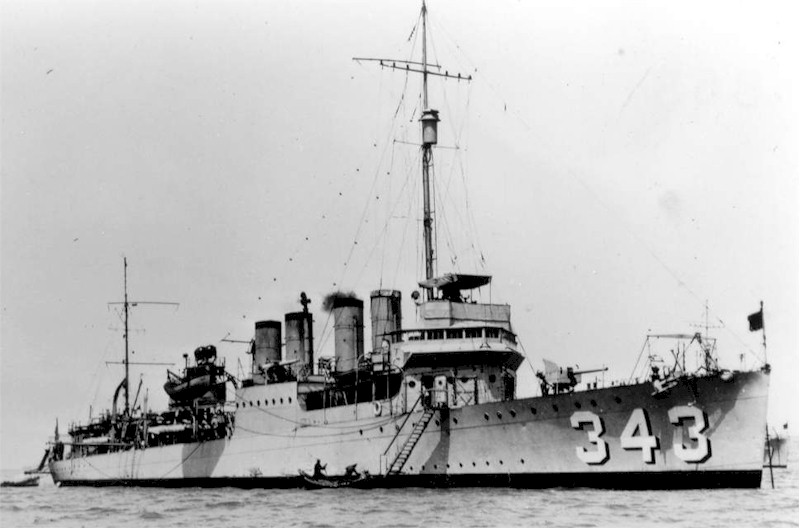
El destructor estadounidense USS Noa.

Los Nacionalistas que debían defender la ciudad, empezaron a quemar casas y atacaron los consulados británico, estadounidense y japonés, resultando muertos los cónsules británico y japonés. Comunistas uniformados ejecutaron al vicerrector estadounidense de la Universidad de Nankín, el Doctor John Elias Williams. Soldados del 6º Ejército saquearon sistemáticamente los hogares y negocios de los residentes extranjeros. Un oficial naval japonés fue muerto, junto a un francés y un italiano. Ya se esperaban peligros de este tipo, por lo cual buques de guerra de seis países anclaron frente a Nankín o en sus cercanías. Los británicos enviaron a la mayoría de su flota, inclusive el crucero pesado HMS Vindictive, los cruceros ligeros HMS Carlisle y HMS Emerald, el dragaminas HMS Petersfield y los destructores HMS Witherington, HMS Wolsey, HMS Wishart, HMS Gnat, HMS Veteran, HMS Caradoc, HMS Verity y HMS Wild Swan. El cañonero HMS Aphis arribó hacia el final del combate y el HMS Cricket también intervino en las operaciones navales. Cinco destructores estadounidenses estaban en Nankín: el USS Noa al mando de Roy C. Smith, el USS William B. Preston, el USS John D. Ford, el USS Pillsbury y el USS Simpson.
Las fuerzas chinas asaltaron los consulados de Estados Unidos, Reino Unido y Japón, saqueando cada propiedad extranjera y casi matando al cónsul japonés. Un estadounidense, dos británicos, un francés, un italiano y un japonés fueron muertos por las fuerzas Nacionalistas. Francotiradores chinos atacaron al cónsul estadounidense y los Marines que lo protegían, obligándoles con sus disparos a refugiarse en Socony Hill, donde se escondían ciudadanos estadounidenses. Un soldado chino declaró: "De todas maneras no queremos dinero, queremos matar".

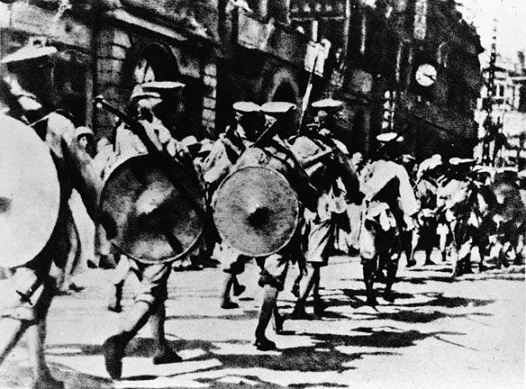
Los soldados del Ejército Nacional Revolucionario del Kuomintang entraron en las concesiones británicas de Hankou durante la Expedición del Norte.

Las fuerzas del Kuomintang también asaltaron las concesiones británicas de Hankou y capturaron bienes por valor de millones de dólares, rechazando devolverlos al Reino Unido. El Reino Unido decidió entregárselos.
La Armada Imperial Japonesa envió a los cañoneros Hodero, Katata, Momo y Shinoki. La Regia Marina mandó al cañonero Ermanno Carlotto y la Armada francesa al aviso La Marne. Las fuerzas navales holandesas también participaron en la evacuación. Mientras los amotinados destruían la ciudad, los extranjeros eran golpeados y robados, cometiéndose abusos contra hombres, mujeres y niños. El 21 de marzo, un grupo de 175 residentes extranjeros - la mayoría estadounidenses - fueron evacuados a los cruceros Noa y Preston. Cuando los Comunistas empezaron a tomar el control de Nankín el 24 de marzo, atacaron a los civiles extranjeros que se habían refugiado en los edificios de la Standard Oil en Socony Hill. A las 3:38 de la tarde, los Comunistas fueron obligados a retirarse por proyectiles de alto poder explosivo y fuego de ametralladora disparados desde el Emerald, el Wolsey, el Noa, el Preston y el Ermanno Carlotto, así como otros buques de guerra que tomaron parte en el bombardeo. Como resultado de este, se desbarató el ataque de un cañonero Comunista contra las fuerzas Nacionalistas. Tras el bombardeo, los civiles que se hallaban en la colina fueron rescatados por marinos del Noa y el Preston. Los dos navíos estadounidenses habían disparado hasta ese momento 67 obuses y miles de balas de fusil y ametralladora. Cuando los buques de guerra empezaron el ataque, el comandante de las fuerzas Comunistas asumió que los buques disparaban para apoyar a los Nacionalistas y ordenó a sus hombres que atacasen a cualquiera que no se estuviese retirando con ellos. Los disparos de los cañones cayeron entre los chinos hostiles y los evacuados, aunque no ocurrieron casos de fuego amigo.

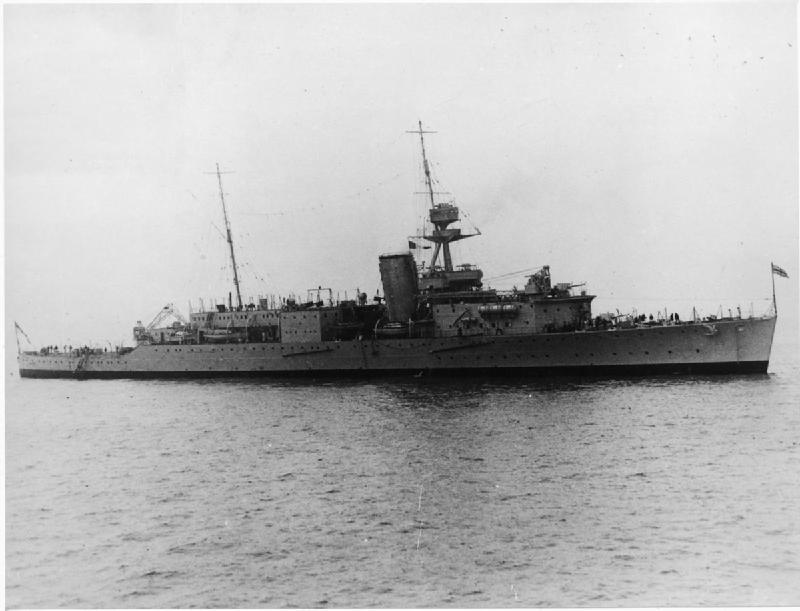
El HMS Vindictive, el buque más grande involucrado.

A finales del 24 de marzo, Nankín estaba en llamas y salpicada con cráteres de bombas y bajas de la batalla. En la madrugada, poco antes del amanecer, el crucero USS William B. Preston levó anclas para escoltar al SS Kungwo fuera del área. Este iba lleno de evacuados y necesitaba protección. Pero apenas habían zarpado ambos barcos, francotiradores dispararon desde la orilla contra el Preston y los estadounidenses respondieron con sus ametralladoras Lewis, silenciando a los atacantes tras unos momentos. Tres horas más tarde, mientras los barcos iban río abajo, el Preston volvió a ser atacado. Esta vez los dos barcos estaban entre la Isla de Plata y el Fuerte Hsing-Shan. Primero se oyeron disparos de fusil, por lo que la tripulación del Preston estaba preparando sus ametralladoras cuando los cañones de 76 mm del fuerte abrieron fuego contra los barcos. Varios disparos no alcanzaron a los barcos, pero uno impactó en la plataforma de control de disparo del Preston, aunque no hubo bajas. Se apuntó un cañón de 101,6 mm hacia el fuerte y tras unos cuantos disparos, los cañones chinos fueron silenciados. Después de entregar el SS Kungwo a los británicos, el Preston regresó a Nankín para unirse al HMS Cricket y el SS Wen-chow a 84 km al sur de Chinkiang. Nuevamente los francotiradores acosaron a los barcos, pero el fuego de ametralladora del Cricket obligó a los chinos a retirarse rápidamente. El 27 de marzo, con 70 refugiados más a bordo, el Preston zarpó de Nankín y se dirigió río abajo. El Capitán de Corbeta G. B. Ashe recordaría más tarde que los chinos habían emplazado un cañón de campaña en un recodo del río en las afueras de Nankín y ordenó zafarrancho de combate mucho antes de alcanzar la batería. Pero cuando el Preston viró en el recodo, los chinos decidieron no abrir fuego.
El 26 de marzo, los Comunistas tomaron el control de la ciudad sin mucha resistencia y terminó la primera batalla de Nankín. En total murieron unas 40 personas. Al menos un marino británico murió y solo hubo una baja estadounidense, el fogonero Ray D. Plumley. Los Nacionalistas acusaron a los hombres de un señor de la guerra de los ataques contra los consulados extranjeros y además acusaron a los Comunistas de cometer atrocidades que habían sido perpetradas por ellos. El largo conflicto continuaría en los años venideros. Las tropas Nacionalistas retomaron Nankín en 1928 y nueve años más tarde, el Ejército Imperial Japonés la ocuparía tras la Batalla de Nankín. Las fuerzas estadounidenses involucradas en el Incidente de Nankín recibieron la Medalla por Servicio en el Yangtsé, y tres marinos fueron condecorados con la Cruz de la Armada.